# Plaza Artigas
La place Artigas (en espagnol : Plaza Artigas) est le site central de la ville uruguaynne de Salto, et capitale du département de Salto. La place Artigas, de forme quadrangulaire, est longée par les rues Uruguay, J. G. Artigas, 25 de agosto et 18 de julio. À ses débuts, elle fut connue sous le nom de Nouvelle Place ou Place Neuve (en espagnol : Plaza Nueva) et aussi Place du 18 juillet (en espagnol : Plaza 18 de julio).

## Origines
Elle reçut les appellations de Plaza Nueva et Plaza 18 de julio jusqu'à ce qu'elle soit officiellement appelée en 1950 Plaza Artigas. Pour les habitants, originaires de la ville, qui connaissent l'histoire de leur cité, elle conserve la dénomination courante de Plaza Nueva pour avoir servi ou été la scène de beaucoup d'évènements variés, comme les corridas de taureaux et la course aux anneaux, jusqu'à ce qu'elle soit ornée de palmiers et qu'il y soit placé une fontaine monumentale appelée La Belle et la Bête (en espagnol : La Bella y la Bestia). Celle-ci a été  déplacée dans la partie nord du square Franklin Delano Roosevelt pour son inauguration en 1945.
Ce ne fut pas la première place qui fut aménagée à Salto, la plus ancienne étant celle de  Treinta-y-Tres. Mais elle fut désignée pour y célébrer le centenaire du Général José Gervasio Artigas.
Progressivement, elle devint la place principale de Salto avec l'édification de bâtiments éminents comme la Cathédrale Saint-Jean-Baptiste de Salto, édifice religieux le plus important de la ville, et la Bibliothèque Municipale et Musée Felisa Lisasola, un des centres principaux de l'animation culturelle ainsi que le Consulat de l'Argentine dont le bâtiment est situé côté sud, longeant la longue Calle Artigas. De même, à l'angle de la rue Artigas et de la place, sur le côté nord-ouest, s'élève le beau bâtiment du Musée des Beaux Arts.

## Monument à Artigas
Le 29 septembre 1940 fut inauguré le monument dédié à Artigas. Cet ensemble de  sculptures monumentales fut réalisé pour représenter deux personnages symbolisant le processus d'émancipation : le citoyen (espagnol : ciudadano) et El Gaucho. Le Président de la République, le Général Baldomir, des ministres et des ambassadeurs assistèrent en grande pompe à cette inauguration solennelle. Une foule immense se massa à la cérémonie et l'hymne national y fut entonné. À la fin, un défilé militaire se tient sur la calle Uruguay.
Le 12 novembre 1950, par un décret de l'intendance départementale de Salto, dans l'année du centenaire de la mort du Général Artigas, la Plaza Nueva fut officiellement désignée sous le nouveau nom de General José Artigas.

## Galerie

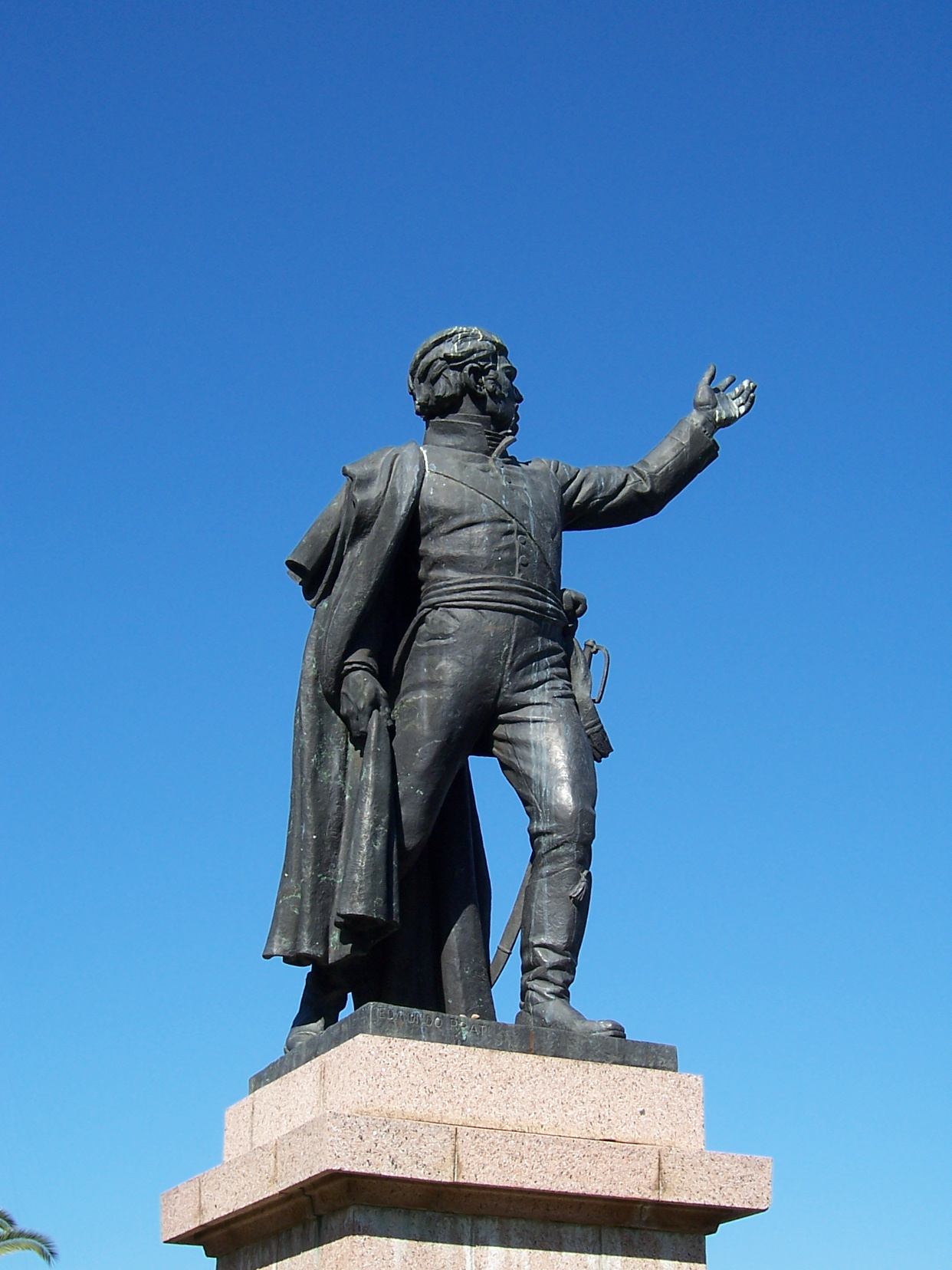
El ciudadano Artigas El Gaucho.
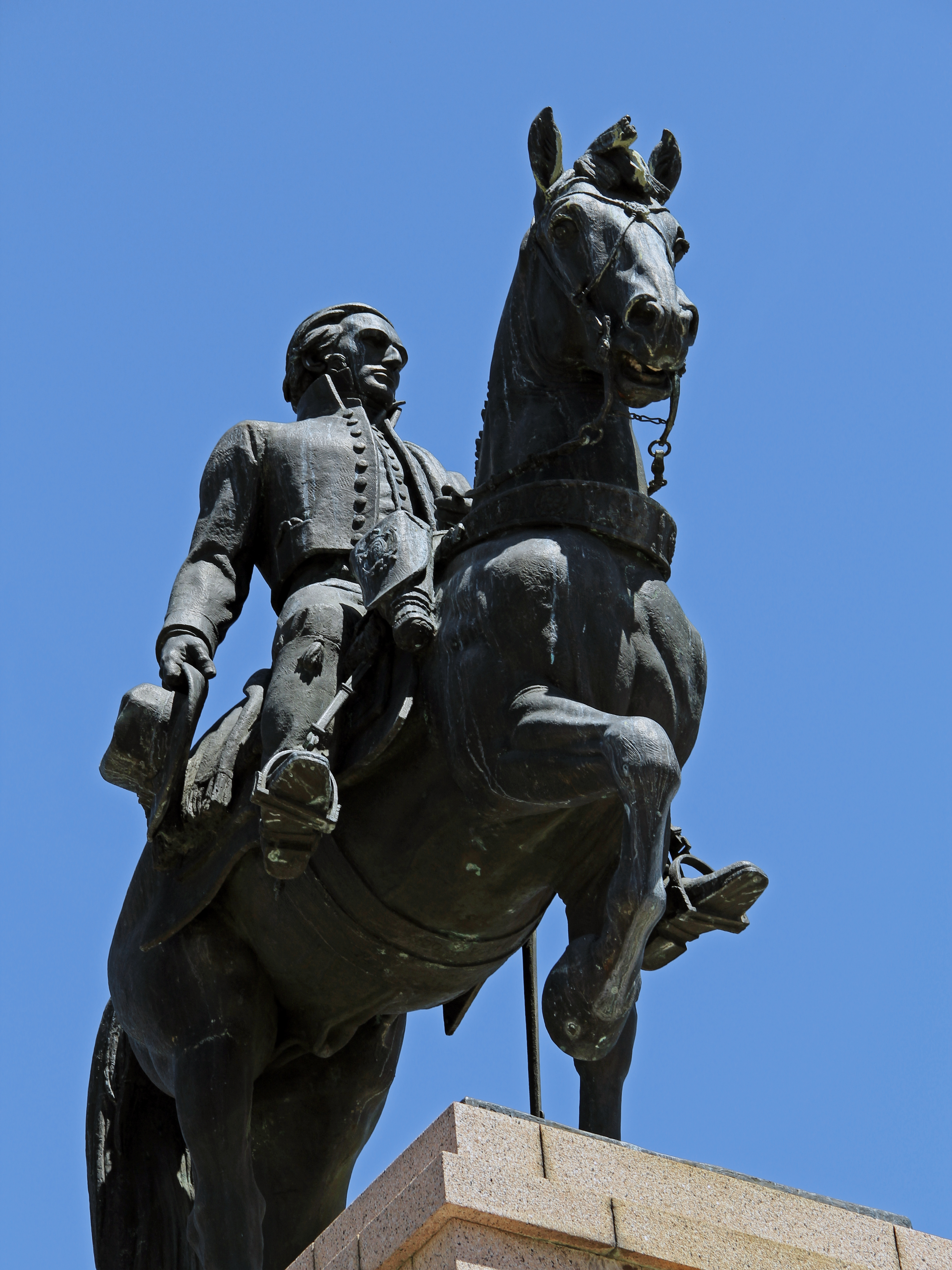
El ciudadano Artigas El Gaucho.
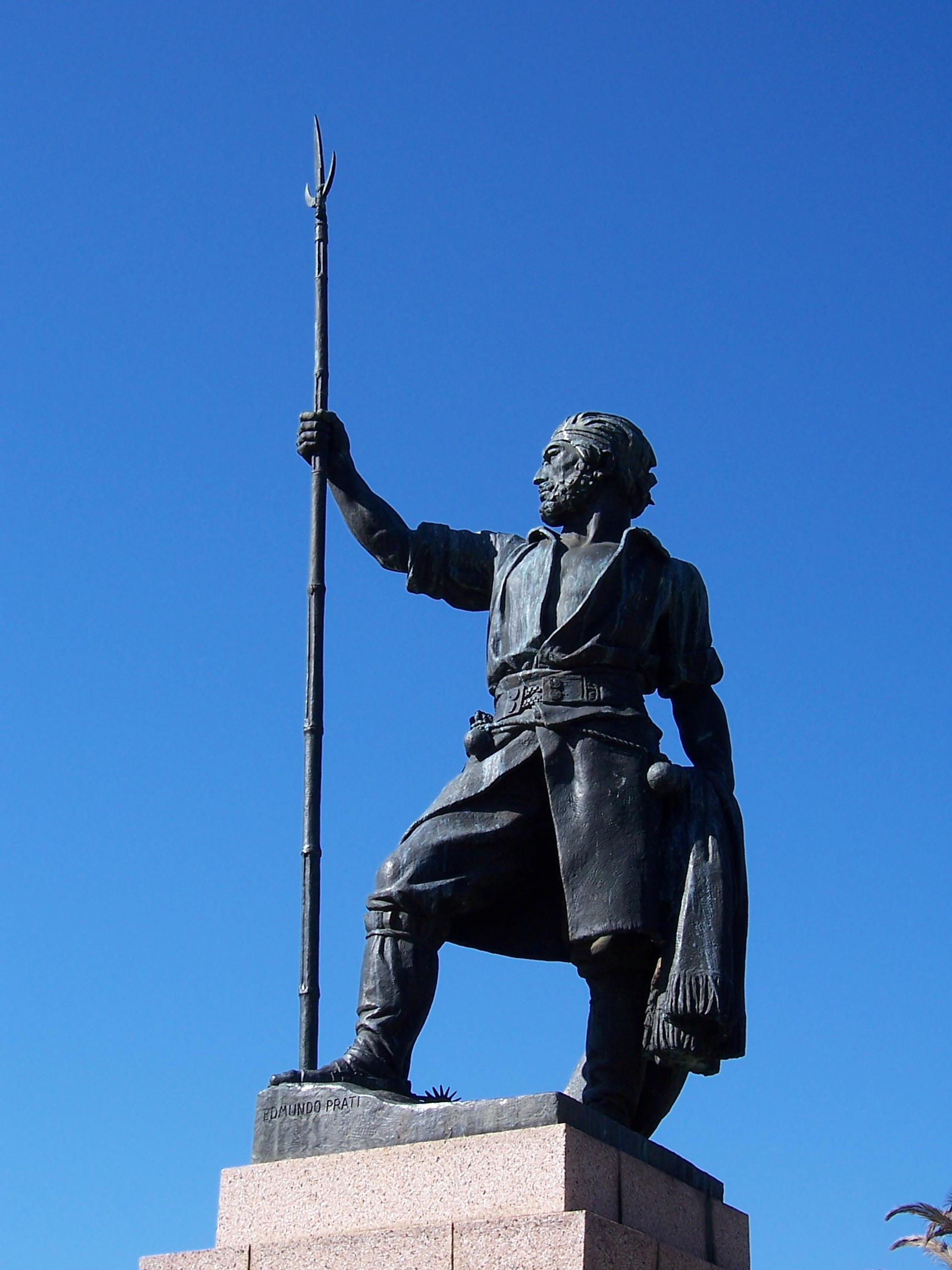
El ciudadano Artigas El Gaucho.
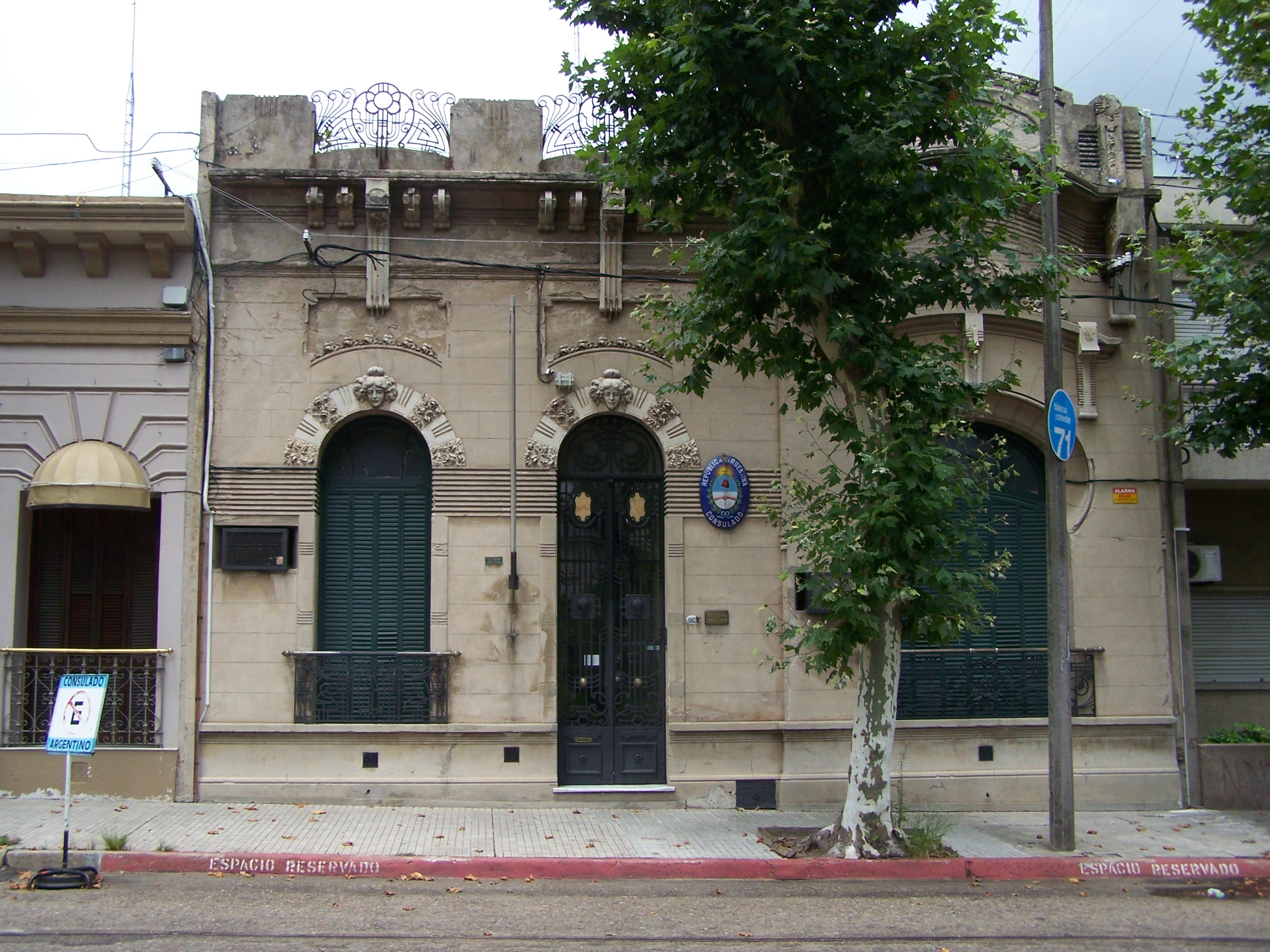
Le Consulat de l'Argentine siège face à la Place Artigas, sur le côté sud, à droite de la bibliothèque municipale.